# Tillandsia kammii
Tillandsia kammii là một loài thực vật có hoa trong họ Bromeliaceae. Loài này được Rauh miêu tả khoa học đầu tiên năm 1977.

## Hình ảnh

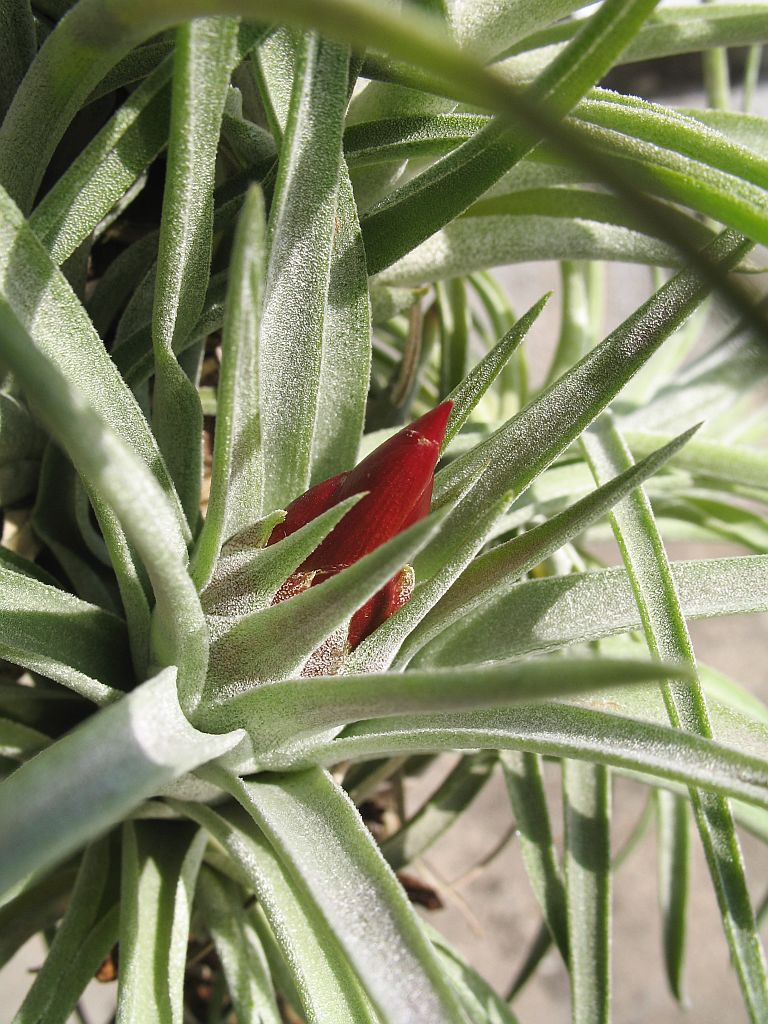
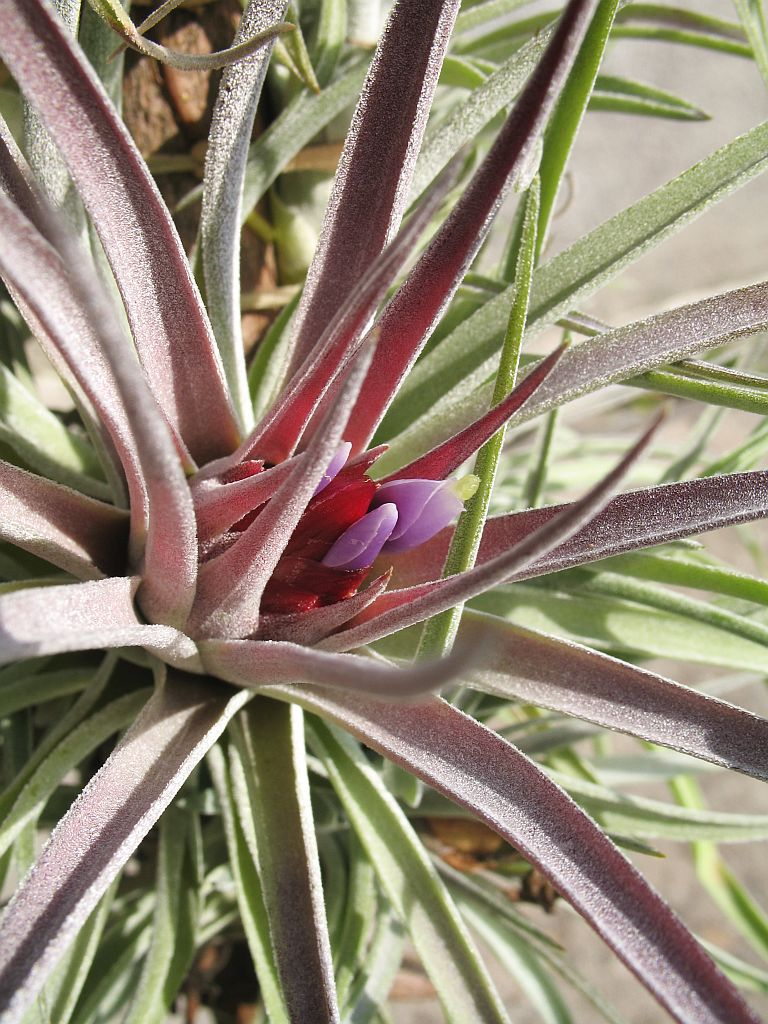
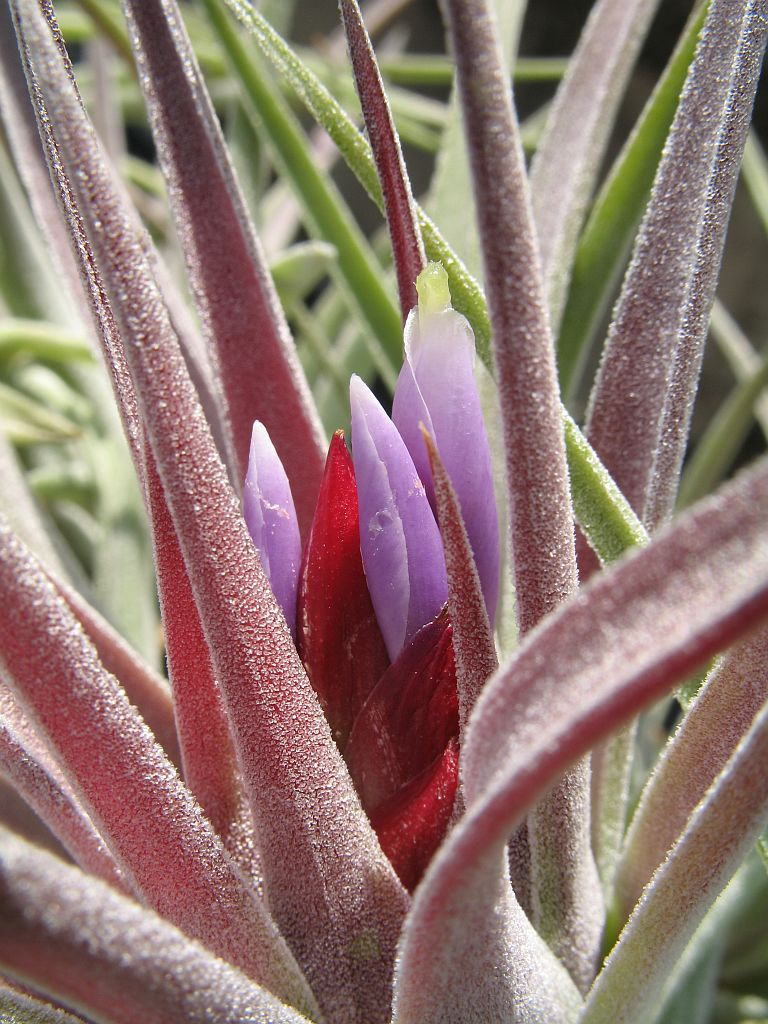